# Shimkent Hotel
Pour plus de détails, voir Fiche technique et Distribution.
Shimkent Hotel est un film franco-britannique réalisé par Charles de Meaux et sorti en 2003.

## Fiche technique
- Titre : Shimkent Hotel
- Réalisation : Charles de Meaux
- Scénario : Charles de Meaux
- Photographie : Charles de Meaux
- Costumes : Dominique Gonzalez-Foerster, Catherine Izembart et Hervé Sauvage
- Son : Jean-Christophe Julé
- Musique : Charles de Meaux, Vladimir Karoev et Pierre Mikaïloff
- Montage : Charles de Meaux et Guillaume Le Du
- Sociétés de production : Anna Sanders Films - Donaldson Polakoff Productions
- Pays d'origine :  France -  Royaume-Uni
- Durée : 90 minutes
- Date de sortie : France - 23 avril 2003

## Distribution
- Romain Duris
- Caroline Ducey
- Melvil Poupaud
- Yann Collette
- Thibault de Montalembert